# Gos policia

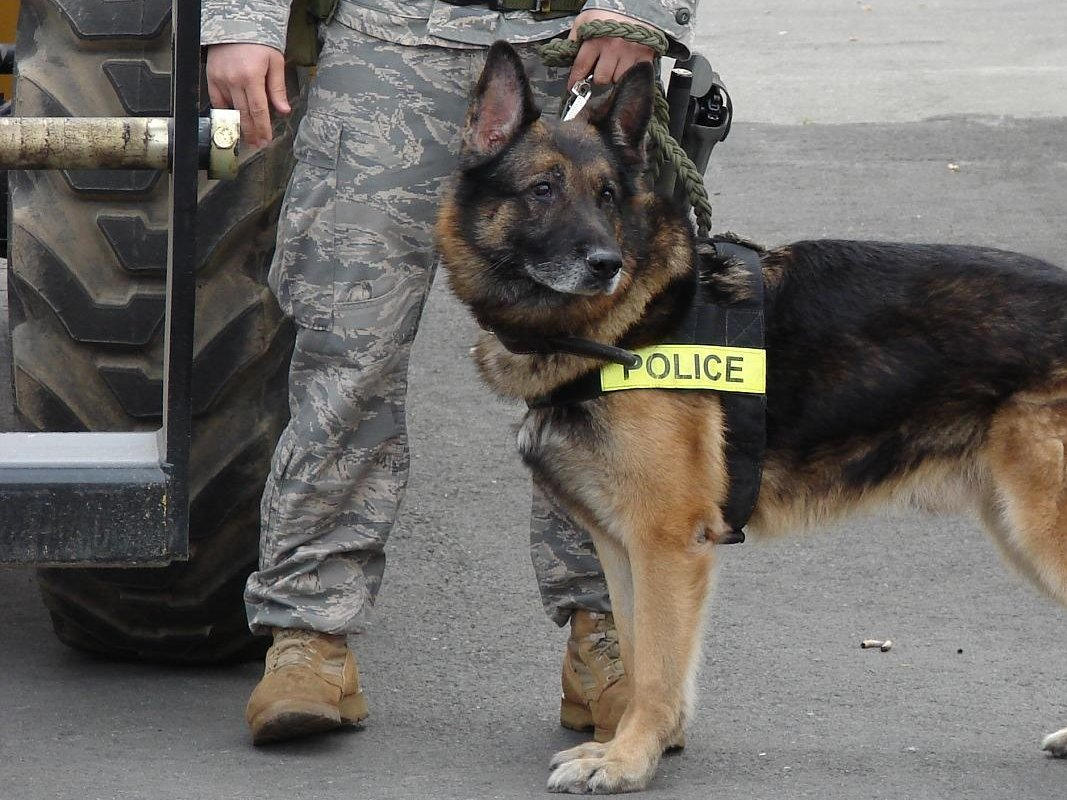
Gos policia.

Gos policia es denomina als gossos utilitzats i ensinistrats amb la finalitat de l'ús per a la seguretat pública i la recerca policíaca.

## Races més utilitzades
Les races que s'usen per realitzar aquesta activitat són el pastor alemany, pastor holandès, rottweiler, pastor belga malinois, labrador retriever. Encara que per tasques que no incloguin defensa o atac, com ho és la detecció de drogues en aeroports o llocs públics, es poden utilitzar també races com el setter irlandès. En altres països són molt utilitzats races ideals per rastrejos d'aliments o drogues en aeroports com els chihuahua o els cocker spaniels.

### Gossos de control d'ordre públic
- Pastor belga malinois
- Labrador retriever
- Bòxer
- Pinscher
- Pastor holandès
- Pastor alemany
- Rottweiler
- Schnauzer - Schnauzer gegant
- Pitbull terrier americà

### Gossos de control i detecció de substàncies il·lícites
- Pastor belga malinois
- Beagle
- Cocker Spaniel Anglès
- Springer spaniel anglès
- Foxhound
- Labrador retriever
- Schnauzer (totes les mides)
- Weimaraner

### Gossos de rastreig
- Pastor belga malinois
- Pastor alemany
- Pastor holandès
- Bloodhound

### Cerca de cadàvers
- Pastor belga malinois
- Beagle
- Bloodhound
- Gos d'aigües espanyol

## Especialització dels gossos
Aquests gossos són utilitzats pels cossos policials i militars per a diferents tasques. Podem classificar l'ús d'aquests animals en quatre grans grups que al seu torn es divideixen en diferents especialitats:
- Gossos detectors (explosius, mines, narcòtics, tabac, animals exòtics).
- Gossos d'intervenció (protecció, antidisturbis, recerca de delinqüents, rescat d'ostatges, combat en població).
- Gossos de salvament (esllavissades de terra, esfondraments d'edificis, allaus de neu, socorristes, rastreig, venteig).
- Gossos de policia científica (rodes de reconeixement de sospitosos, recerques d'indicis, recerques de cadàvers).

La raça més coneguda és el pastor alemany, la gran majoria procedents de línies de treball, ja que l'excessiva fragilitat de les línies de bellesa no són aptes per a l'exercici intens que exigeix l'entrenament d'un gos policia, però aquesta raça tan estesa al món està sent substituïda per una altra menys coneguda, es tracta del pastor belga malinois, considerada per molts especialistes en la matèria com la millor raça d'utilitat del món a causa de les seves excel·lents qualitats atlètiques i a la rigorosa selecció que ha estat sotmesa al llarg de la seva història en la qual els exemplars de bellesa o exposició tot just han guanyat protagonisme. A més d'aquestes races cal destacar altres molt conegudes com el labrador retriever, Cocker Spaniel Anglès, rottweiler, schnauzer gegant, doberman, i una altra menys coneguda com és el pastor holandès, cosí llunyà del pastor belga malinois i del pastor alemany.

## Cures del seu pelatge i cos
El pastor alemany de bellesa requereix exercici a l'aire lliure per enfortir els seus músculs, pel fet que posseeix uns ossos fràgils i deformes. A més, no es recomana la pràctica d'esports canins com l'Agility o Schutzhund per mantenir la salut d'aquest animal, ja que generen greus problemes d'esquena i malucs a partir dels 5 anys aproximadament.
Quant al seu pèl, caldrà raspallar-lo diàriament per evitar la pèrdua constant que li produeixen les dermatitis al·lèrgiques. I s'ha de reduir la freqüència regular de banys, ja que això danya la protecció natural del pèl. Ha de comptar amb suficient aigua neta i fresca perquè el pèl estigui brillant i no es morin de torsió d'estómac, patologia molt freqüent en les línies de bellesa.